# Mandevilla ligustriflora
Mandevilla ligustriflora är en oleanderväxtart som beskrevs av R. E. Woodson. Mandevilla ligustriflora ingår i släktet Mandevilla och familjen oleanderväxter. Inga underarter finns listade i Catalogue of Life.